# Lonchorhina inusitata
Lonchorhina inusitata é uma espécie de morcego da família Phyllostomidae. Pode ser encontrada na Venezuela, Guiana, Suriname, Guiana Francesa e Brasil.